# Laboratoire de physique des deux infinis Irène Joliot-Curie
 (septembre 2021).
 (septembre 2021).
La mise en forme du texte ne suit pas les recommandations de Wikipédia : il faut le « wikifier ».
Les points d'amélioration suivants sont les cas les plus fréquents :
- Les titres sont pré-formatés par le logiciel. Ils ne sont ni en capitales, ni en gras.
- Le texte ne doit pas être écrit en capitales (les noms de famille non plus), ni en gras, ni en italique, ni en « petit »…
- Le gras n'est utilisé que pour surligner le titre de l'article dans l'introduction, une seule fois.
- L'italique est rarement utilisé : mots en langue étrangère, titres d'œuvres, noms de bateaux, etc.
- Les citations ne sont pas en italique mais en corps de texte normal. Elles sont entourées par des guillemets français : « et ».
- Les listes à puces sont à éviter, des paragraphes rédigés étant largement préférés. Les tableaux sont à réserver à la présentation de données structurées (résultats, etc.).
- Les appels de note de bas de page (petits chiffres en exposant, introduits par l'outil «  Source ») sont à placer entre la fin de phrase et le point final[comme ça].
- Les liens internes (vers d'autres articles de Wikipédia) sont à choisir avec parcimonie. Créez des liens vers des articles approfondissant le sujet. Les termes génériques sans rapport avec le sujet sont à éviter, ainsi que les répétitions de liens vers un même terme.
- Les liens externes sont à placer uniquement dans une section « Liens externes », à la fin de l'article. Ces liens sont à choisir avec parcimonie suivant les règles définies. Si un lien sert de source à l'article, son insertion dans le texte est à faire par les notes de bas de page.
- La présentation des références doit suivre les conventions bibliographiques. Il est recommandé d'utiliser les modèles {{Ouvrage}}, {{Chapitre}}, {{Article}}, {{Lien web}} et/ou {{Bibliographie}}. Le mode d'édition visuel peut mettre en forme automatiquement les références.
- Insérer une infobox (cadre d'informations à droite) n'est pas obligatoire pour parachever la mise en page.

Pour une aide détaillée, merci de consulter Aide:Wikification.
Si vous pensez que ces points ont été résolus, vous pouvez retirer ce bandeau et améliorer la mise en forme d'un autre article.
Le laboratoire de physique des deux infinis Irène Joliot-Curie (IJCLab) est une unité mixte de recherche du CNRS/IN2P3, de l'Université Paris-Saclay et de l'Université Paris-Cité, située à Orsay et centrée sur le domaine de « la physique des deux infinis » et de leurs applications.
Il est issu de la fusion en 2020 du Centre de spectrométrie nucléaire et de spectrométrie de masse (CSNSM), de l'Institut de physique nucléaire d'Orsay (IPNO), du Laboratoire de l'accélérateur linéaire (LAL), du Laboratoire de physique théorique (LPT), et de l'unité Imagerie et Modélisation en Neurobiologie et Cancérologie (IMNC).
IJCLab, qui rassemble environ 730 personnes, couvre les activités présentes auparavant dans ces cinq laboratoires tous situés sur le campus d'Orsay,. Il a été inauguré officiellement le 16 mai 2022, et dirigé depuis le 1er janvier 2020 par Achille Stocchi.

## Présentation générale
L’identité d’IJCLab est centrée sur le domaine de « la physique des deux infinis » et de leurs applications. Il a pour mission d'élucider les mystères de la matière, de l'énergie, de l'espace et du temps, et de comprendre les constituants de la matière, leurs interactions ainsi que l'origine et l'évolution de l’Univers. Ses objectifs sont : participer et mener des projets en physique des hautes énergies, en physique nucléaire, en astroparticules et en cosmologie (proposition, conception, construction, exploitation, analyse de données) avec un soutien théorique important ; jouer un rôle majeur dans la conception, la conception et la construction des accélérateurs actuels et futurs ; développer et exploiter des infrastructures de recherche et des plateformes technologiques soutenant ces domaines de recherche ainsi que des recherches originales en physique santé et en énergie ; promouvoir le développement de nouvelles technologies pour la science au profit de la société et soutenir ainsi la compétitivité industrielle nationale et européenne ; et enfin accueillir des étudiants formés à IJCLab par et pour la recherche au cœur d'un environnement académique de niveau mondial.
Les activités scientifiques d’IJCLab sont structurées en 7 pôles scientifiques : Astroparticules, Astrophysique et Cosmologie ; Physique des Accélérateurs ; Physique des Hautes Énergies ; Physique Nucléaire ; Physique Théorique ; Energie et environnement ; Santé. Elles s’appuient sur un Pôle Ingénierie qui rassemble des services techniques structurés en quatre départements dans les domaines de l’électronique, de l’informatique, de l’instrumentation et de la mécanique. Cet ensemble vise à la conception, le développement et l’utilisation des instruments nécessaires aux défis scientifiques des décennies à venir (accélérateurs et détecteurs) permettant à IJCLab d’être un « laboratoire constructeur ». La présence de plateformes de recherche et de plateaux techniques est également une caractéristique essentielle d’IJCLab. Des services administratifs, supports et transverses soutiennent l'ensemble de ces activités scientifiques et techniques. Enfin, les membres du laboratoire sont fortement impliqués dans l'enseignement des deux universités dont dépend IJCLab et dans la diffusion des connaissances auprès du grand public,. Les compétences des membres d'IJCLab sont régulièrement reconnues par la publication d'articles de recherche dans des revues internationales,, l'obtention de contrats de recherche et de prix prestigieux,,,.

## Thèmes de recherche

### Physique Nucléaire
Le pôle de Physique Nucléaire est une communauté de « constructeurs » qui travaille sur plusieurs thèmes de recherche : physique des ions lourds (collisions centrales, multi fragmentation, réactions fortement dissipatives, équation d’état, faisceaux moléculaires, interactions ions/matière), noyaux super lourds (synthèse et structure, spectroscopie après recul et/ou thermalisation, propriétés fondamentales), formes exotiques et magicité (évolution de la magicité, coexistences de formes, triaxialité et super déformation), corrélations exotiques (pairing pn, clustering, halos, drip lines) et astrophysique nucléaire sur accélérateur. Les activités expérimentales de ce pôle ont lieu aussi bien localement (notamment ALTO), que nationalement (GANIL) et internationalement (ISOLDE au CERN, RIKEN, Jyväskylä, Argonne, Legnaro, Dubna, …).

### Physique des Hautes Énergies
Le domaine scientifique du pôle de Physique des Hautes Énergies (PHE) est celui de l’étude des constituants élémentaires de la matière, les quarks (constituants, entre autres, des protons et des neutrons) et les leptons (par exemple l’électron ou le neutrino) :
Trois des quatre grandes expériences du LHC au CERN sont présentes dans ce pôle. Dans l’expérience ALICE on étudie le plasma de quarks de gluons et plus généralement l’interaction forte dans les domaines perturbatif et non-perturbatif dans ATLAS on teste le Modèle Standard en mesurant précisément de nombreux processus, en particulier ceux permettant d’étudier les propriétés du boson de Higgs, mais aussi en cherchant des signes indiquant l’existence de nouvelle physique; dans l’expérience LHCb on travaille sur des observables en lien avec l’interaction forte et la recherche de signes de physique au-delà du Modèle Standard via des mesures précises dans le domaine des hadrons comportant un quark c ou b,,.
Dans le but d’étudier et tester le Modèle Standard, le pôle participe également à des expériences situées en dehors du CERN : l’expérience Belle 2 à KEK au Japon étudie les désintégrations des hadrons comportant un quark c ou b ainsi que celles des leptons tau ; la collaboration ILC prévoit de tester finement le Modèle Standard en particulier le secteur du boson de Higgs avec un collisionneur linéaire.
Le pôle étudie également la structure des nucléons au Jefferson LAB aux Etats-Unis et les effets du milieu nucléaire sur les propriétés des hadrons avec l’expérience HADES à GSI en Allemagne.
Les neutrinos sont les particules dont les propriétés pointent vers une physique au-delà du Modèle Standard étudiée dans plusieurs expériences (Double Chooz,, SuperNemo, Solid, JUNO, DUNE, LiquidO,, SuperChooz, CLOUD / AntiMatter-OTech) en fonctionnement ou en construction afin d’élucider leurs caractéristiques. Par ailleurs le pôle effectue des tests sur la théorie quantique de l’électromagnétisme dans le régime des champs intenses (expérience DeLLight).

### Astroparticules, Astrophysique et Cosmologie
Les thèmes de recherche du pôle Astroparticules, Astrophysique et Cosmologie (A2C) visent à approfondir notre compréhension de l’Univers.
Les équipes de recherche du pôle sont fortement impliquées dans la détection et la compréhension des ondes gravitationnelles (LIGO, Virgo),, la détection et la recherche de l’origine des rayons cosmiques d’ultra-haute énergie (Observatoire Pierre Auger), ainsi que l’observation du ciel en rayons X ou gamma dans une gamme d’énergie des photons comprise entre le keV et le GeV (SVOM, projet ASTROGAM) jusqu’à plusieurs centaines de TeV (CTA). Ces recherches offrent un moyen privilégié d’étude des phénomènes énergétiques dans l’Univers : explosions stellaires, coalescence d’objets compacts (étoiles à neutrons, trous noirs) en systèmes binaires, éjection de matière de noyaux actifs de galaxie, annihilation d’antimatière, etc. Les équipes participent pleinement au développement actuel de l’astronomie multi-messagers et multi-longueurs d’onde,.
En cosmologie, qui vise à étudier l’origine, la nature, la structure et l’évolution de l’Univers, il y a deux axes majeurs de recherche du pôle. Un premier thème consiste à étudier les composantes sombres de l’Univers – l’énergie noire et la matière noire – à travers l’observation des grandes structures, grâce aux relevés optiques (LSST,), et en radio, à 21 cm (BAORadio). Le deuxième thème s’intéresse à la compréhension de l’Univers primordial, sa phase d’inflation et son évolution, à travers la recherche des ondes gravitationnelles primordiales via les mesures du fond diffus cosmologique aux grandes et aux petites échelles (Planck, LiteBIRD, et Simons Observatory). Les équipes sont, entre autres, fortement impliquées dans l’interprétation de ces données pour caractériser les neutrinos (masse, nombre de famille et hiérarchie).
Concernant les neutrinos et la matière noire, les études basées sur des observations du ciel et de l’Univers sont renforcées par des activités dédiées à la compréhension de leur nature. La recherche bolométrique de la double désintégration beta dans l’expérience CUPID permettra d’apporter des informations cruciales sur la nature de cette particule, en investiguant si le neutrino est le seul fermion à être égal à sa propre antiparticule. L’utilisation de bolomètres dans le pôle est aussi à la base d’une future expérience de détection de diffusion cohérente de neutrinos (RICOCHET) et de la recherche directe de la matière noire à basse masse (EDELWEISS).
Les activités du pôle comprennent également des recherches sur la matière primitive du système solaire afin de préciser le contexte astrophysique de formation du système solaire, et de mieux comprendre l’origine des premières phases minérales et organiques, héritées du milieu interstellaire ou synthétisées dans le disque protoplanétaire,.

### Énergie et Environnement
Le Pôle Énergie et Environnement (E&E) est composé de chimistes et physiciens dont les recherches sont reliées à la problématique de l’énergie nucléaire et de l’environnement. Les projets de recherche abordent des questions de science fondamentale d’intérêt pour le développement de l’énergie nucléaire. Ils conjuguent diversité et complémentarité : chimie et physique pour l’énergie nucléaire, études de scénarios énergétiques à l’échelle mondiale, nouveaux concepts de réacteurs et développements de nouveaux combustibles, traitements innovants des déchets nucléaires et transmutation, recyclage des actinides, étude de la fission nucléaire, propriétés physico-chimiques des actinides en phases condensées (solides, solutions aqueuses, sels fondus, liquides ioniques, interfaces solide/liquide) et leur spéciation, matières radioactives et leurs interactions avec l’environnement, nouveaux matériaux pour le cycle électronucléaire et la fusion (alliages métalliques avancés, aciers à dispersions d’oxydes, céramiques pour l’énergie nucléaire du futur), simulation expérimentale par accélérateur des conséquences de l’irradiation de solides et modélisations associées.

### Physique Santé
Les activités de recherche du pôle Physique Santé s’articulent autour de trois thèmes principaux : l’imagerie radioisotopique et optique pour les applications cliniques et précliniques en cancérologie et neurobiologie (endomicroscopie optique non linéaire et multimodale, imagerie gamma ambulatoire pour la radiothérapie interne et la chirurgie, sondes intracérébrales), le développement de nouvelles approches en radiothérapie (fractionnement spatial de la dose par rayons X, protons et ions lourds et dosimétrie en conditions non standard) et la modélisation de systèmes biologiques (croissance de tumeurs cérébrales, étude de la migration et de la prolifération cellulaire, histologie quantitative, trafic intracellulaire).

### Physique Théorique
Les thèmes de recherche principaux du Pôle Théorie sont la physique nucléaire, la cosmologie et gravitation, la physique au delà du modèle standard, la physique hadronique et de l’interaction forte, la physique des saveurs des quarks et des leptons, la physique mathématique ainsi que la physique statistique.
Les thématiques de physique nucléaire couvrent différents aspects des comportements nucléaire, depuis les caractéristiques des baryons isolés jusqu’aux comportements collectifs de la matière nucléaire,.
En physique des particules, les thématiques de physique hadronique et de l’interaction forte couvrent la chromodynamique dans ses régimes perturbatif et non-perturbatif, linéaire et non-linéaire, le contenu multidimensionnel en quarks et gluons des hadrons, ainsi que la production d’états liés de quarks lourds. Les thématiques de la physique des saveurs des quarks et des leptons s’étendent sur un large domaine et énergie : elles s’appuient sur des théories effectives de champs (e.a. SMEFT) ou QCD (en particulier ses aspects non-pertubatifs via la QCD sur réseaux) et consistent en la construction de nouveaux modèles théoriques prédisant des scénarios réalistes de physique au delà du modèle standard et en des études phénoménologiques à basses et hautes énergies,. Enfin, les thématiques de la physique au delà du modèle standard couvrent une grande variété de sujets tels que la matière noire, les oscillations de neutrinos, l’asymétrie matière-antimatière, le problème de CP fort, l’unification des couplages, …
Les thématiques de cosmologie et gravitation couvrent la gravitation en présence de dimensions supplémentaires, ainsi que sur les conditions initiales dans l’univers primordial et leur effet sur les structures galactiques.
Les thématiques de physique statistique couvrent les systèmes composés d’un très grand nombre de composantes (ou « degrés de liberté »). Les thématiques de physique mathématique couvent d’une part des méthodes algébriques et géométriques dans des domaines variés allant de la géométrie non commutative à la théorie quantique des champs, d’autre part l’analyse classique et l’analyse fonctionnelle en mécanique quantique et en théorie des champs.

### Physique des Accélérateurs
Le pôle Physique des Accélérateurs se concentre sur les innovations en physique des accélérateurs. Par ses expertises, ses effectifs et ses moyens techniques, ce pôle contribue de façon importante aux activités de recherche et développement du domaine, ainsi qu’à la conception et à la construction de grandes machines. Cette capacité à construire de grands équipements pour des projets nationaux et internationaux (GANIL, ESS, MYRRHA...) s’insère aussi dans la stratégie au niveau national de l'IN2P3, par exemple dans le projet I.FAST.

### Ingénierie
Le pôle Ingénierie est à même de concevoir et de construire les instruments du futur des thématiques d’IJCLab. Il est organisé en quatre départements : en électronique, informatique, instrumentation et mécanique. Il regroupe des profils de métiers très variés, faisant coexister la polyvalence et la spécialisation. Dans les grands projets en cours de développement on peut citer des contributions majeures dans les upgrades LHC pour le CERN à Genève (ATLAS ITK, Alice Dimuon, LHCb…). Le pôle avec le laboratoire est aussi engagé dans la grande majorité des projets de physique nucléaire du moment (GRIT, AGATA…). De nombreux projets sont en phase de maturation ou de définition tels le satellite Litebird avec le CNES, le projet Neutrino CUPID au Gran Sasso, ou la campagne NuBall2 auprès de l’accélérateur Transnational Access ALTO d’Orsay. Le pôle gère plusieurs plateformes techniques dont le centre de données Virtual Data et la plateforme Captinnov.

### Plateformes
IJCLab dispose de plusieurs plateformes pour mener ses recherches et accueillir les recherches de collaborations et internationales, ainsi que des industriels.
ALTO regroupe deux accélérateurs uniques en France : un accélérateur électrostatique type Tandem de 15 MV permettant d’accélérer des faisceaux stables du proton aux agrégats, et un accélérateur linéaire d’électrons pour la production de faisceaux radioactifs par photofission. A ces machines est associée une grande variété de dispositifs expérimentaux sur 10 lignes de physique, accueillant de nombreuses collaborations expérimentales pour mener leurs recherches.
Andromède est une plateforme de recherche et de formation multidisciplinaire, avec une large gamme des faisceaux de plusieurs MeV : protons, ions atomiques multichargés, molécules et nanoparticules d’or.
JANNuS-SCALP est une plateforme de recherche interdisciplinaire permettant de contribuer à de nombreux champs scientifiques allant des sciences des matériaux à l’astrophysique, en passant par la géologie et la physique nucléaire. Les domaines d’application sont variés : les énergies nucléaire (fusion/fission) et solaire, la microélectronique,  et la production d’isotopes pour le médical. Elle permet de caractériser in situ à l’échelle nanométrique l’évolution des modifications structurales et chimiques des matériaux soumis à un ou deux faisceaux d’ions.
LASERIX propose à la communauté scientifique et industrielle l’accès à une gamme complète de sources cohérentes, intenses et brèves (50 fs à 10 ps) dans les domaines proche-infrarouge (800 nm) et EUV (30 à 90 eV). Elle élargit actuellement ses domaines d’applications vers l’accélération d’électrons dans une onde plasma créée par sillage laser.
La plateforme SUPRATECH est dédiée à la R&D sur les cavités supraconductrices des futurs accélérateurs de particules de haute énergie et de forte puissance. Elle fournit tout l’équipement nécessaire pour préparer, conditionner, assembler et tester des cavités RF supraconductrices pour les projets dans lesquels IJCLab est impliqué, en particulier pour obtenir de forts gradients de champ accélérateur avec une haute fiabilité.